# Clupea pallasii
Clupea pallasii és una espècie de peix de la família dels clupeids i de l'ordre dels clupeïformes.

## Morfologia
- Els mascles poden assolir 46 cm de llargària total, encara que la mida normal és de 25.[1]

## Subespècies
- Clupea pallasii marisalbi (Berg, 1923)
- Clupea pallasii pallasii (Valenciennes, 1847)
- Clupea pallasii suworowi (Rabinerson, 1927)[2]

## Hàbitat
Es troba fins als 250 m de fondària.